# Митковы
Митковы (Митьковы, Мицковы) — древний русский дворянский род.
Род внесён в VI часть дворянской родословной книги Орловской и Владимирской губерний.

## История рода
Предок фамилии Митковых — Степан Митков Хорев послан из Коломны до Рязани для препровождения ногайского царевича и его посланцев (1509). В битве при Молодях погиб из Тулы сын боярский Третьяк Лобанов Мицков (июль 1572). Данила Осипович Митков за московское осадное сидение пожалован вотчинами (1619). Кирилл Андреевич воевода в Курске (1657).
Род значится в списке помещичьих имений владевших в С-Петербургской губернии 100 и более душ (1860).

## Описание герба
Щит разделён горизонтально на две части, из которых в верхней части, в голубом поле, изображена серебряная звезда и под ней серебряная шпага, остроконечием обращённая в правую сторону. В нижней части, в золотом поле, находится ездок, скачущий на вороной лошади в правую сторону, держащий в руке в верх поднятую палицу. Щит увенчан обыкновенным дворянским шлемом с дворянской на нём короной и тремя страусовыми перьями. Намёт на щите голубой, подложенный золотом.

## Известные представители
- Митьков Иван Дмитриевич — московский дворянин (1658).
- Митьков Пётр Григорьевич — стряпчий (1692).
- Митьковы Алексей Семёнович и Тимофей Фёдорович — московские дворяне (1692—1695)[5].
- Митьков Михаил Фотиевич — русский офицер, декабрист, ученый-метеоролог (1791—1849).
- Миткова Татьяна Ростиславовна — советская и российская тележурналистка, телеведущая (р. 1955).